# Трамвай Мілвокі
Трамвай Мілвокі (англ. Milwaukee Streetcar) також відомий як The Hop — трамвайна лінія в місті Мілвокі, штат Вісконсин, США.

## Історичний трамвай
Перші трамваї на кінній тязі з'явилися в місті у 1860 роках, перший електричний трамвай з'явився на вулицях Мілвокі 3 квітня 1890 року. З самого початку трамвайна мережа міста стрімко зростала, наприкінці 1890-х років з'явилися навіть міжміські електрифіковані трамвайні лінії до Кеноші та інших найближчих міст. Занепад мережі розпочався у 1930-х роках, останній трамвай проїхав вулицями міста у 1958 році.

## Повернення трамвая
Розмови про повернення трамвая на вулиці міста почалися у 2000-х роках, на початку 2015 року проект був офіційно затверджений міською владою. Навесні 2016 року був оголошений тендер на будівництво першої дільниці, у серпні того ж року був оголошений переможець. Будівництво трамвайних колій почалося у квітні 2017 року, хоча підготовчі роботи розпочалися ще восени минулого року. Основні будівельні роботи тривали 11 місяців до березня 2018 року, перша випробувальна поїздка на лінії відбулася в ніч з 19 на 20 червня. Офіційне відкриття лінії з 15 зупинками сталося 2 листопада 2018 року. Вартість будівництва становила 124 млн доларів, в тому числі майже 19 млн витратили на рухомий склад. Сучасна лінія проходить в центрі Мілвокі з півночі на південь, приблизно третина лінії одноколійна по якій трамваї курсують двома паралельними вулицями.

### Рухомий склад
На лінії використовуються сучасні зчленовані частково низькопідлогові трамваї Brookville Libertyобладнаних акумуляторами для автономного ходу. Акумулятори необхідні, тому що третина лінії необладнана контактною мережею. Всього на лінію виходить 5 трамваїв, перший з яких був доставлений в місто у березні 2018 для обкатки лінії, останній прибув на початку вересня того ж року. Довжина вагона 20 метрів, вага 38 тонн, один трамвай розрахований на перевезення 120-150 осіб.

### Режим роботи
Трамвай працює з понеділка по п'ятницю з 5:00 до півночі, у суботу з 7:00 до півночі та у неділю з 7:00 до 22:00. Експлуатує мережу компанія Transdevяка узяла п'ятирічний контракт з містом, з можливістю пролонгації кожні 5 років. Перший рік трамвай працюватиме безкоштовно, це стало можливим завдяки підписанню спонсорського контракту на 10 млн доларів з компанією Potawatomi Hotel & Casino, яка отримала за це право назвати мережу на свій розсуд. Після чого планується встановити тариф 1 долар за поїздку.

## Галерея

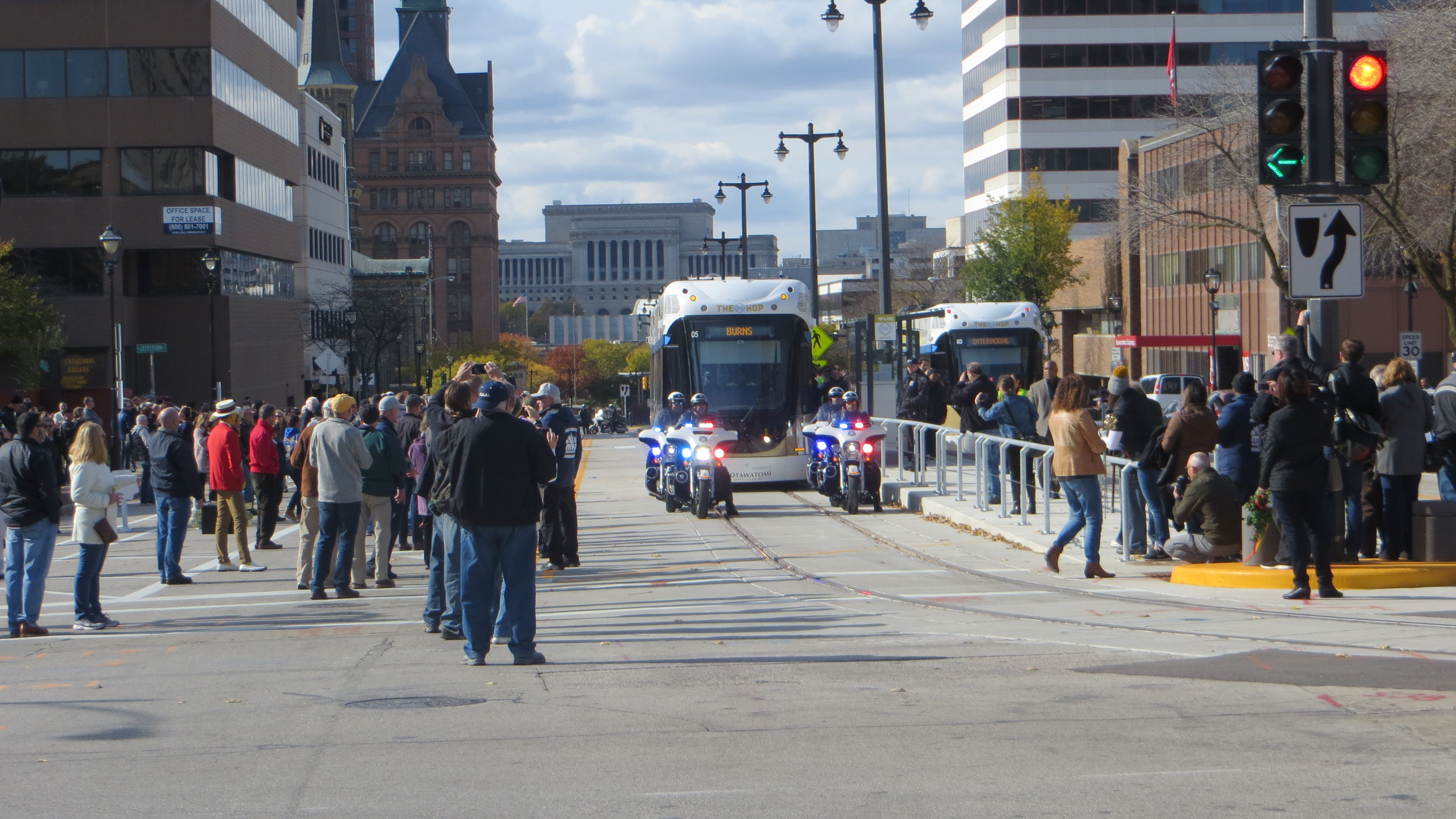
Офіційна церемонія відкриття
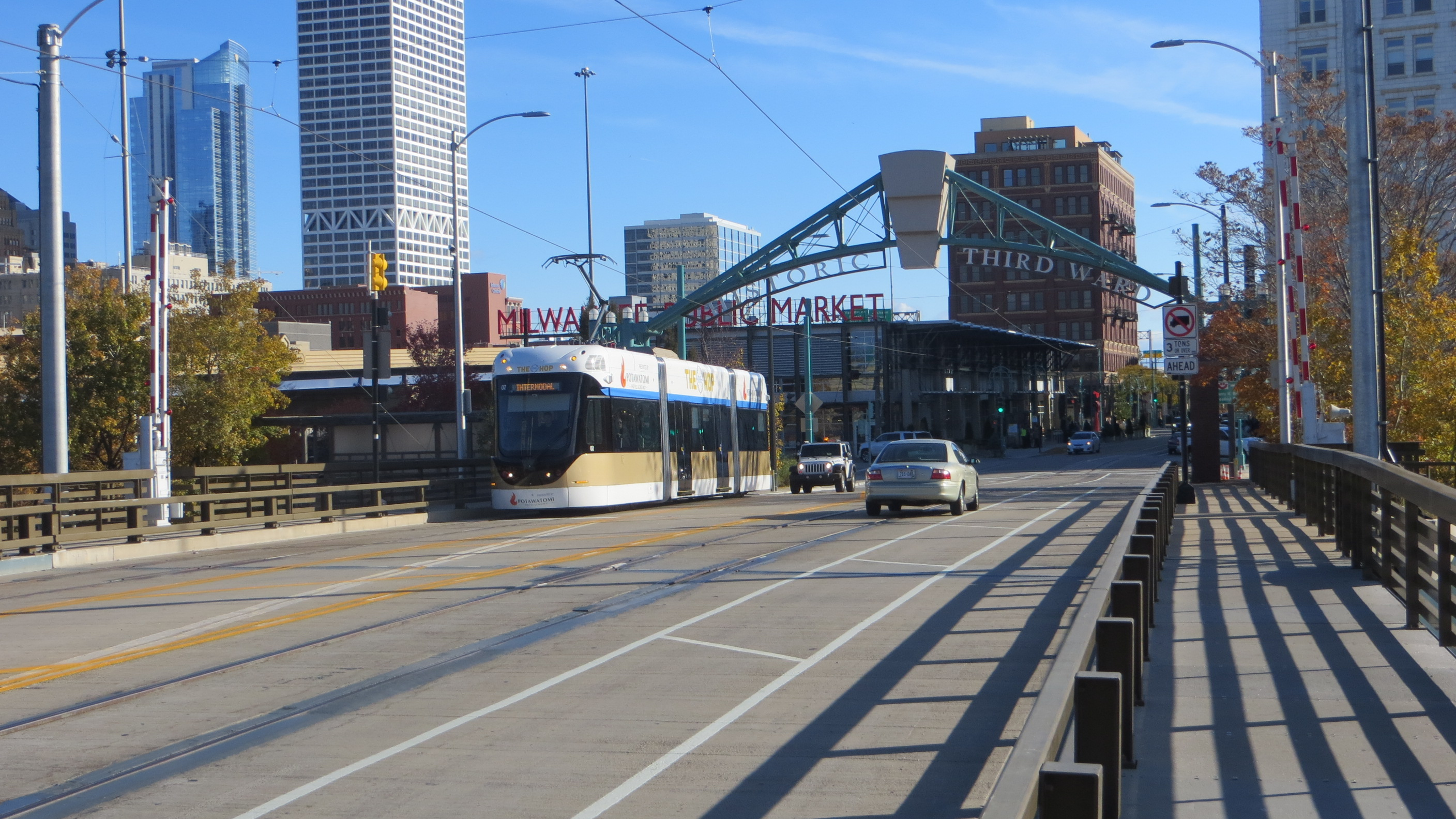
Трамвай на вулицях міста
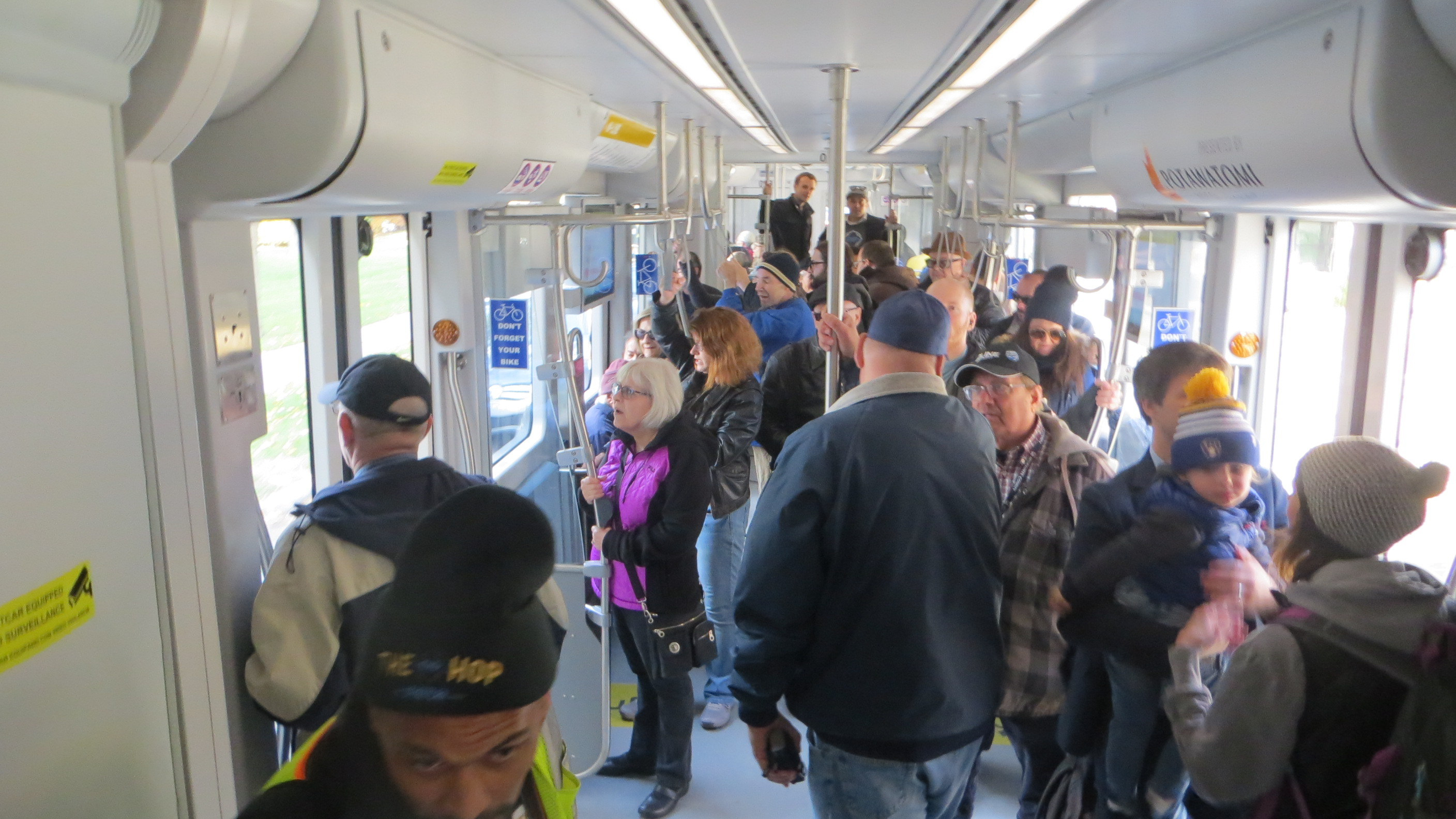
Всередині трамваю